# 솔 윌리엄스
솔 윌리엄스(영어: Saul Williams, 본명: Saul Stacey Williams, 1972년 2월 29일 ~ )는 미국의 래퍼 겸 배우이다.
뉴버그에서 태어났다.

## 음반 목록

### 정규 앨범
- Amethyst Rock Star (2001)
- Saul Williams (2004)
- The Inevitable Rise and Liberation of NiggyTardust! (2007)
- NGH WHT (2009) (아디티 쿼텟 협업)
- Volcanic Sunlight (2011)
- MartyrLoserKing (2016)
- Encrypted & Vulnerable (2019)
- Unanimous Goldmine (The Original Soundtrack of "Neptune Frost") (2022)

## 영상 목록

### 영화
- 슬램 (1998)
- 케이 팩스 (2001) - 어니 역
- 라카와나 블루스 (2005)
- Black and Blue: Legends of the Hip-Hop Cop (2006) - 해설 (다큐멘터리)
- 브루클린 보헤미안 (2011, Brooklyn Boheme) - 본인 (다큐멘터리)
- Aujourd'hui (2012)
- 블링크 트와이스 (2024)
- 씨너스: 죄인들 (2025) - 제더다이아 무어 역